# Chrysoglossum
Chrysoglossum é um género botânico pertencente à família orquídeas (Orchidaceae).

## Lista de 4 espécies
1. Chrysoglossum assamicum  Hook.f. (1890)
2. Chrysoglossum ensigerum  W.Burgh & de Vogel (1997)
3. Chrysoglossum ornatum  Blume (1825) - espécie tipo
4. Chrysoglossum reticulatum  Carr (1935)